# Fujiwara no Kanshi
Fujiwara no Kanshi, född 1021, död 1102, var en kejsarinna, gift med kejsar Go-Reizei. 
Hon var dotter till Fujiwara no Norimichi.
Hon placerades i kejsarens hushåll år 1047. Hon födde 1049, en son, som avled strax efter födelsen: hon blev därmed mor till kejsarens enda barn. År 1050 gifte sig kejsaren med Fujiwara no Hiroko, som 1051 fick titeln kejsarinna trots att Kanshi varit kejsarens hustru längre tid. Kanshi lämnade då hovet och bosatte sig med sin bror, munken Jōen. Hon blev inte nunna, men levde i en klosterliknande tillvaro. Hon var också verksam som konstnär. 
År 1068 kallades hon tillbaka till hovet efter sjutton år, och mottog slutligen titeln kejsarinna (kōgō), medan kejsarens hustru Shōshi var kōtaigō-kejsarinna och Fujiwara no Hiroko var chūgū-kejsarinna: det var den första gången en japansk kejsare hade tre kejsarinnor. Samma dag blev hennes far kejsarens regent. Hon blev änka samma år, men behöll titeln kejsarinna till 1074, då hon antog titeln änkekejsarinna. Hon blev nunna 1077.  